# 北宮純
北宮 純（ほくきゅう じゅん、? - 318年）は、中国の五胡十六国時代の前涼及び漢（後の前趙）の軍人。

## 生涯
性格は激情的で勇敢であったという。出自は明らかになっていないが、涼州刺史の張軌に仕え、涼州督護の地位にあった。
308年4月、青州・徐州一帯を大いに荒らしまわっていた王弥が許昌を陥落させ、洛陽を震撼させた。次に王弥は洛陽攻略を目論んだために、城内の人は大いに恐れ、宮城の門は昼でさえ全て閉ざされたままとなった。北宮純は、張軌より洛陽救援を命じられると、州軍を率いて洛陽に入った。司馬の王斌らと合流すると、共同で防衛に当たった。
5月、王弥が轘轅から洛陽に入り、津陽門に到達した。北宮純は勇士百人余りを率いて王弥の陣に突撃を掛け、王弥を大敗させた。王弥は建春門を焼いて東に撤退した。左衛将軍の王秉らが追撃すると、王弥は漢の劉淵の下に奔った。北宮純は河東まで進撃し、迎え撃ってきた漢の劉聡軍を破った。
309年10月、劉淵は劉聡・王弥・劉曜・劉景らに命じて、精鋭五万を与えて洛陽を攻撃させた。張軌は再び北宮純に救援を命じた。劉聡が西明門に迫ると、北宮純は宵闇に乗じて勇士千人余りを率いて奇襲を仕掛けた。敵陣は大混乱に陥り、北宮純は戦乱の最中に征虜将軍の呼延顥を斬り殺し、劉聡を撃退させた。
洛陽では、2度に渡って危機を救った北宮純を称えるために、「涼州大馬、横行天下。涼州鴟苕、寇賊消、鴟苕翩翩、怖殺人」という歌謡が作られた。
311年5月、劉聡は、呼延晏を使持節・前鋒大都督・前軍大将軍とし、二万七千を授けて宜陽から洛川に入らせた。さらに、王弥・劉曜・石勒に命じて軍を進めて合流させた。北宮純は張斐と共に精鋭五千を伴い、三度洛陽救援に向かった。だが、既に西晋の主力軍は石勒により壊滅させられており、洛陽にはもはや抗う力はなかった。漢軍の攻勢の前に洛陽はあえなく陥落し、懐帝を始め皇室・官吏も捕虜となった。北宮純は南陽王司馬模の守る長安に向かい、彼の軍勢に加わった。
9月、平西将軍趙染と安西将軍劉雅は騎兵二万を伴い長安を攻撃し、劉粲・劉曜が大軍を率いて後詰めとなった。趙染は潼関で晋軍を破り下邽に至ると、北宮純は軍を率いて降伏した。その後、長安が陥落して司馬模が劉粲に殺されると、北宮純は平陽に送られた。
北宮純は漢に仕えることになり、その位は尚書にまで至った。
318年、靳準は漢帝劉粲を始め、漢の皇族を皆殺しにすると、大将軍・漢天王を自称した。北宮純は漢人を招集して東宮に立てこもったが、靳康に攻め滅ぼされた。